# 안내견

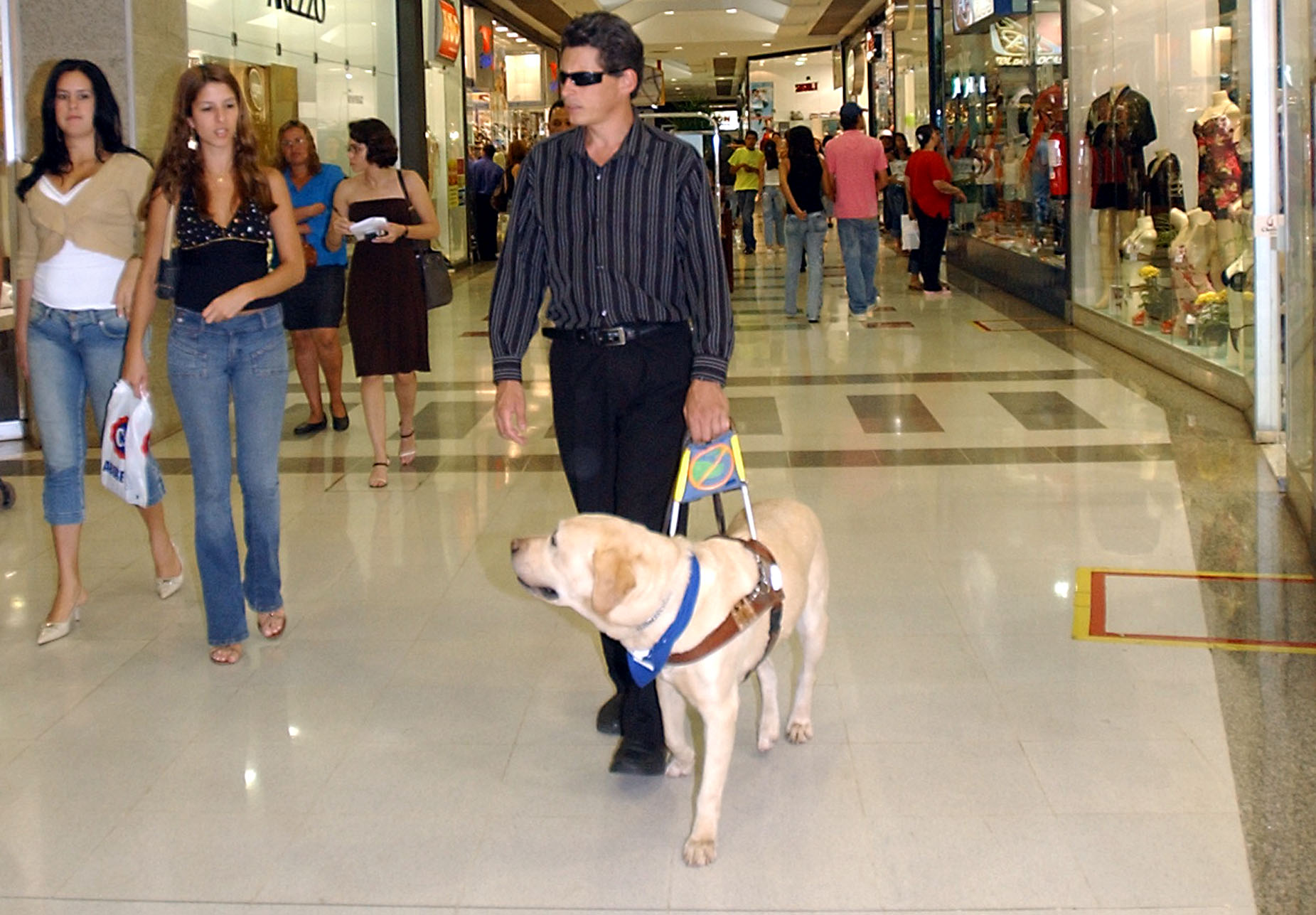
브라질 브라질리아에서의 안내견.

안내견(案內犬, 영어: guide dog 또는 seeing eye dog)은 보통 앞을 보지 못하는 시각장애인의 안전한 보행을 돕는 장애인보조견을 말한다. 이와 동일한 의미로 맹인안내견 또는 맹도견(盲導犬)이라는 표현도 사용되지만, 청각장애인을 돕는 장애인보조견은 청각도우미견으로 부르며 반려동물출입금지구역에서 예외적으로 입장이 가능하다.

## 시각장애인을 돕는 개의 훈련
- 번식과 선발 : 우수한 종견과 어미개가 낳은 강아지 중에서 적합한 강아지를 선발.
- 퍼피워킹 : 7주 된 강아지를 무보수 자원봉사자의 가정에 1년간 위탁한다. 물론 강아지를 키우는 데 필요한 예방접종, 사육용품을 제공한다.
- 안내견 훈련 : 배변 등의 기본 훈련, 복종 훈련(주인의 지시에 따르게 함), 지적 불복종 훈련(장애물들이 발견되었을 때, 주인이 안전한 방향으로 가도록 하는 훈련), 보행, 교통훈련. 부적합 판정시 인명구조견, 재활보조견, 치료견 등 다른 일을 맡게 된다.
- 주인과의 만남 : 안내견이 필요한 시각장애인의 성격, 보폭, 직업, 건강, 생활환경에 맞는 안내견을 선정. 물론 예비주인과의 수 차례에 걸친 면접도 한다.
- 주인에 대한 교육 : 4주간 관리와 현지적응에 필요한 훈련을 한다.
- 사후관리 : 주인과 함께 걷는 보행 상태, 안내견의 건강 점검을 한다.
- 은퇴견 관리 : 자원봉사자 가정 위탁, 안내견학교에서 여생 보내기 등으로 은퇴견을 관리한다.

## 안내견으로 키우는 개의 품종
초기에는 독일 셰퍼드였으며, 현재는 90% 이상 리트리버이다. 대한민국에는 래브라도 리트리버가 대부분이며 발쪽에는 오리발처럼 생긴 물갈퀴가 있다.